# 黑色行動

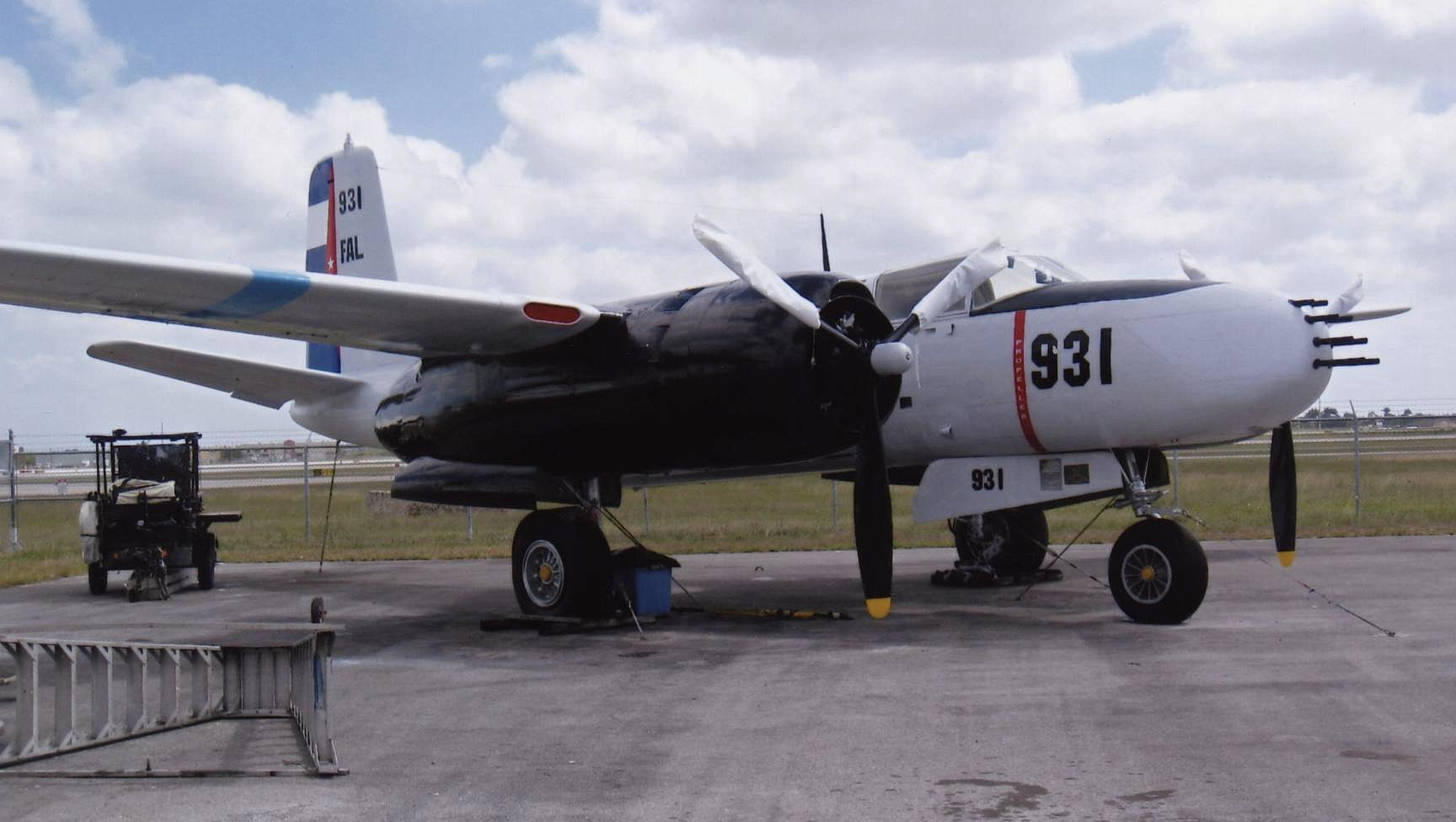
这架美国道格拉斯 A-26 C 入侵者攻击机被涂成古巴空军涂装，用于1961年4月美国空军赞助的准军事组织第2506旅对古巴的军事入侵。

黑色行动是由政府机构、军事单位或准军事组织发起的秘密行动，也可以包括私营公司或团体的活动。黑色行动的主要特征是秘密，不能留下可将行动归因于执行它的组织的证据。
单个此类活动可称为黑箱操作；该术语主要用于隐蔽或秘密偷偷潜入建筑物以获取信息以供人力情报工作使用。 据了解，此类行动已由FBI、CIA、KGB、摩萨德、军情六处、軍情五處、澳大利亚秘密情报局、巴西海軍陸戰隊特種作戰團、DGSE AISE 、 CNI、国家安全部、国家情报中心、印度研究分析室、DGFI、对外情报局、联邦安全局、科威特第25突击旅和其他国家的情报部门採用。
黑色行动与仅秘密操作之间的主要区别在于，黑色操作涉及很大程度的欺骗，以隐藏其背后的人或使其看起来像是其他实体负责（例如假旗行动）。 

## 词源
「黑色」可用作任何隐藏或秘密的政府活动的通用术语。例如，在美国，军方和情报机构的一些活动由机密的「黑色预算」资助，其中的细节，有时甚至是总数，对公众和大多数国会的监督都是隐藏的。  

## 报告的例子
- 绿色和平的彩虹勇士号被法国特工部门炸沉。
- 2007年5月，美国ABC新聞和后来的每日电讯报报道称，美国总统乔治·沃克·布什已授权中央情报局(CIA) 在伊朗开展“黑色行动”，以促进政权更迭和破坏伊朗的核计划。[9] [10]美国广播公司新闻随后因报道秘密行动而受到批评，2008年总统候选人米特·罗姆尼说他“看到美国广播公司新闻关于伊朗秘密行动的报道感到震惊”，但美国广播公司说中央情报局和乔治·W·布什政府知道他们对公布信息的计划并没有提出异议。[11]
- 同年6月，中央情报局解密了秘密记录——被称为“家庭珠宝”的高度保密文件集的一部分——详细描述了中央情报局从1950年代到20世纪70年代初非法进行的国内监视、暗杀阴谋、绑架和其他黑色行动。中央情报局局长迈克尔·海登解释了他发布这些文件的原因，称它们提供了“一个非常不同的时代和一个非常不同的机构的一瞥”。[12]